# Kourtèye
Kourtèye est une commune rurale du département de Tillabéry dans la région de Tillabéry au Niger, elle a pour chef-lieu la localité de Sansané Haoussa.

## Géographie

### Situation
La commune de Kourtèye s'étend sur la rive gauche du fleuve Niger au Sud du département de Tillabéry entre 13°45’ et 14°27’ de latitude Nord ; 1°30’ et 1°52’ de longitude Est. Sansané Haoussa, le chef-lieu de la commune est situé à 45 km de Tillaberi (chef-lieu du département et de la région) et à 70 km de Niamey (capitale du pays).
Elle est limitée à l’Est par les communes de Ouallam et Simiri, à l’ouest par celle de Gotheye le long du fleuve Niger, au Nord par celles de Sakoira et Tillabéry et au Sud par Namaro et Karma (département de Kollo).
|         | Tillabéri | Ouallam |
| Dargol  | Kourtèye  | Simiri  |
| Gothèye | Namaro    | Karma   |

### Climat
La commune rurale de Kourteye est caractérisée par un climat de type sahélien avec un gradient négatif des précipitations du Sud au Nord. Les cumuls annuels moyens des pluies varient de 250 à 400 mm respectivement du Sud au Nord (PDC, 2016). Ce climat est caractérisé par trois types de saison :
- Une saison sèche et froide de novembre à février ;
- Une saison sèche et chaude, de mars à juin et ;
- Une saison de pluie, de juin à octobre.

### Relief
Le relief de la commune de Kourteye se caractérise par la vallée du fleuve Niger, les collines aux abords rapides un peu partout dans les parties Est et Nord de la commune ; des glacis ensablés et des basfonds. Toutes ces unités paysagiques sont confrontées aujourd’hui à une dégradation continue qui menace le bon fonctionnement des activités de la commune.

## Histoire
Kourtèye est nommé d’après le groupe ethnique Kurtey, et la locution kourou tê en langue zarma, qui signifie le troupeau est complet. Dans la première moitié du XIXe siècle, les Kurtey migrent en petits groupes de l’Empire du Macina et s'installent progressivement dans leur nouvelle zone de peuplement sur le Niger. 
L'administration militaire française instaure le canton de Kurtey (canton des Kourtey) en 1904, annexé au territoire militaire du Niger. La réforme administrative de 2002 lui attribue le statut de commune rurale.

## Population
La population de la commune de Kourteye comporte quatre ethnies : les Songhaïs, les Zarmas, les Peuls et les Bellas. Elle compte 57 villages administratifs.
Il faut noter que les pêcheurs sont majoritairement des Zarmas communément Sorkos, d’autres ethnies comme les Haoussas du Nigeria pratiquent aussi la pêche c’est le cas du village de Karamabou sorkeydo où la majorité des pêcheurs sont haoussa. 
Les Peuls et les Bellas ne pratiquent pas la pêche même étant sur les rives du fleuve. Kourteye a une population estimée à 61 670 habitants dont 32 138 femmes (RGP/H, 2012), soit une densité moyenne de 55 habitants/km2.